# بهنام احسان‌پور
بهنام احسان‌پور (زادهٔ بهمن ماه ۱۳۷۰ در بهشهر مازندران) کشتی‌گیر ایرانی است.
او مدال برنز مسابقات قهرمانی جهان و دو نشان طلای رقابت‌های قهرمانی آسیا را به دست آورده است. او همچنین در مسابقات جام جهانی در سال‌های ۲۰۱۵ و ۲۰۱۶ عضو تیم ملی کشتی ایران بوده است.

## فعالیت حرفه‌ای ورزشی

### قهرمانی آسیا ۲۰۱۵
در وزن ۶۱ کیلوگرم بهنام احسان‌پور در مسابقه اول یانگ جائه هون از کره جنوبی را با ضربه فنی شکست داد. وی در دور دوم نیز مقابل ماساکازو کومل از ژاپن با نتیجه یک بر صفر به برتری دست یافت. احسان‌پور در مرحله نیمه نهایی مقابل تیان ژن گانگ از چین با نتیجه ۱۰ بر صفر به برتری دست یافت و راهی دیدار فینال شد. وی در دیدار پایانی مقابل دولت نیازبکوف از قزاقستان دارنده مدال برنز جهان و نفر پنجم المپیک با نتیجه ۳ بر ۳ شکست خورد و به مدال نقره رسید.

### قهرمانی جهان ۲۰۱۵
بهنام احسان‌پور که در دور اول رقابت‌های وزن ۶۱ کیلوگرم به مصاف واسیل شوپتار از اوکراین رفته بود در پایان با نتیجه ۸ بر ۶ شکست خورده بود با توجه به شکست این کشتی‌گیری اوکراینی مقابل حریف مغولستانی از دور مسابقات حذف شد.

### قهرمانی آسیا ۲۰۱۶
در وزن ۶۱ کیلوگرم بهنام احسان‌پور توانست در دور مقدماتی از سد حریفانی از ژاپن، هند و مغولستان بگذرد. وی در دیدار پایانی مقابل دولت نیازبکوف از قزاقستان با نتیجه ۱۰ بر صفر شکست خورد و به مدال نقره رسید.

### قهرمانی کشتی جهان ۲۰۱۶
بهنام احسان‌پور در وزن ۶۱ کیلوگرم کشتی آزاد بعد از استراحت در دور اول، در دور دوم با نتیجه ۴ بر صفر و با ضربه فنی از سد وولودیا فرانگولیان، قهرمان زیر ۲۳ سال اروپا از ارمنستان گذشت. وی در مرحله یک‌چهارم نهایی نیز با نتیجه ۱۱ بر صفر مقابل شینگو آریموتو از ژاپن به پیروزی رسید و گام به نیمه‌نهایی گذاشت، اما در این مرحله با نتیجه ۹ بر ۸ مغلوب لوگان استیبر از آمریکا شد و شانس حضور در فینال و کسب مدال طلا را از دست داد. این نتیجه در حالی رقم خورد که احسان‌پور تا ۳ ثانیه پایانی مبارزه با نتیجه ۸ بر ۶ از حریفش پیش بود، اما در ثانیه پایانی خاک شد و با اعتراض مربیان یک امتیاز دیگر هم از دست داد تا ۹ بر ۸ بازنده شود. احسان‌پور در دیدار رده‌بندی به مصاف احمد چاکایف از روسیه رفت که با نتیجه ۷ بر ۴ مغلوب شد و از کسب مدال برنز بازماند.

### قهرمانی آسیا ۲۰۱۷
بهنام احسان‌پور پس از استراحت در دور اول در دور دوم با نتیجه ۱۱ بر صفر جی هون یون از کره جنوبی را شکست داد وی در دور بعد و در مرحله نیمه نهایی مقابل دولت نیازبکوف دارنده مدال برنز جهان و قهرمان آسیا از قزاقستان به پیروزی رسید و راهی دیدار فینال شد. احسان‌پور در فینال وزن ۶۱ کیلوگرم در برابر هان سانگ کیم از کره شمالی توانست با نتیجه ۷ بر ۶ پیروز شود و طلای این وزن را از آن خود کند.

### قهرمانی جهان ۲۰۱۷
در وزن ۶۱ کیلوگرم که ۳۱ نفر وزن کشی کرده‌اند، بهنام احسان‌پور در دور اول با نتیجه ۵ بر ۳ مقابل کیم هان-سونگ، نایب قهرمان سال ۲۰۱۷ آسیا از کره شمالی به پیروزی رسید، اما در دور دوم با نتیجه ۷ بر ۲ مغلوب یولیس بون، دارنده مدال برنز جهان و نفر پنجم المپیک از کوبا شد که با توجه به شکست حریفش در مرحله نیمه‌نهایی مقابل حاجی علی‌اف، قهرمان جهان و دارنده مدال برنز المپیک از آذربایجان، احسان‌پور از گردونه مسابقات کنار رفت تا برای سومین سال متوالی با دست خالی با مسابقات جهانی وداع کند.

### قهرمانی آسیا ۲۰۱۹
بهنام احسان پور در دور نخست مقابل سیریپونگ جومپاکام از تایلند با نتیجه ۱۰ بر صفر به پیروزی رسید. وی در دور دوم راحول آواره از هند را با نتیجه ۴ بر صفر و ضربه فنی از پیش رو برداشت و راهی مرحله نیمه نهایی شد. احسان پور در این مرحله مقابل جین چئول کیم از کره جنوبی در یک کشتی مقتدرانه با نتیجه ۱۲ بر یک پیروز شد و به دیدار فینال راه یافت. احسان پور ظهر امروز در دیدار فینال قهرمانی آسیا، مقابل مینگهیو لیو دارنده مدال برنز زیر ۲۳ سال جهان از چین با نتیجه ۲ بر یک پیروز شد و به مدال طلا دست یافت.

### قهرمانی جهان ۲۰۱۹
بهنام احسان‌پور پس از استراحت در دور نخست، در دور دوم با نتیجه ۶ بر ۳ رجب توپال دارنده مدال برنز اروپا از ترکیه را مغلوب کرد. وی در دور بعد و در مرحله یک چهارم نهایی در یک کشتی حساس و نزدیک با نتیجه ۱۳ بر ۱۲ از سد احمدنبی گوارزاتیلوف دارنده مدال برنز جهان از آذربایجان گذشت و راهی مرحله نیمه نهایی شد. احسان پور پای فینال در یک کشتی پایاپای با نتیجه ۲ بر ۲ مغلوب ماگومدرسول ادریسوف قهرمان زیر ۲۳ سال جهان از روسیه شد و به دیدار رده‌بندی رفت. این کشتی‌گیر مازندرانی و باتجربه در کشتی رده‌بندی توانست با یک نمایش مقتدرانه و ثبت نتیجه ۸–۰ عباس رحمان‌اف از ازبکستان را شکست دهد و صاحب مدال برنز جهان شود.

## خداحافظی از ورزش قهرمانی
در تاریخ ۲۰ فروردین ۱۴۰۰،  با انتشار پیامی از میادین قهرمانی خداحافظی کرد. وی در قسمتی از پیام خداحافظی خود از میادین کشتی نوشت:«اینک و در پایان ۲۰ سال تلاش و مبارزه بر روی تشک کشتی، چهارگوشه آن را بوسیده و از دنیای قهرمانی خداحافظی می کنم. آنچه طی این سال ها در خاطرم مانده نه زخم ها و آسیب ها، نه دوری از خانواده و دوستان، نه کم لطفی ها و نامرادی ها، که مهر و عشق شما نازنین مردم است.»